# 陶本町
陶本町（とうほんちょう）は、愛知県瀬戸市道泉連区の町名。現行行政地名は陶本町1丁目から6丁目。

## 地理
- 瀬戸市の中央部に位置する[8]。西を陶原町、北を元町・窯神町、東を朝日町・栄町、南を山脇町と隣接している[8]。
- 住宅と陶磁器問屋・倉庫・小売商店が混在する[8]。

### 河川
- 瀬戸川[8] ： 町の西端、陶原町との町境を西流している。

- 瀬戸川（陶本町・陶原町境）

### 学区
市立小・中学校に通う場合、学区は以下の通りとなる。また、公立高等学校普通科に通う場合の学区は以下の通りとなる。
| 町丁・丁目  | 番・番地等 | 小学校                 | 中学校                 | 高等学校 |
| ----------- | ---------- | ---------------------- | ---------------------- | -------- |
| 陶本町1丁目 | 全域       | 瀬戸市立にじの丘小学校 | 瀬戸市立にじの丘中学校 | 尾張学区 |
| 陶本町2丁目 | 全域       | 瀬戸市立にじの丘小学校 | 瀬戸市立にじの丘中学校 | 尾張学区 |
| 陶本町3丁目 | 全域       | 瀬戸市立にじの丘小学校 | 瀬戸市立にじの丘中学校 | 尾張学区 |
| 陶本町4丁目 | 全域       | 瀬戸市立にじの丘小学校 | 瀬戸市立にじの丘中学校 | 尾張学区 |
| 陶本町5丁目 | 全域       | 瀬戸市立にじの丘小学校 | 瀬戸市立にじの丘中学校 | 尾張学区 |
| 陶本町6丁目 | 全域       | 瀬戸市立にじの丘小学校 | 瀬戸市立にじの丘中学校 | 尾張学区 |

## 歴史

### 町名の由来
昔から、陶器の卸問屋が建ち並び、盛況を博していたところから、この地名がつけられた。明治の末から大正初期にかけて7代目加藤半一郎町長は、陶器の町としての瀬戸町の隆盛を祈願するため、陶原稲荷神社に信仰していた。そして、この稲荷神社の南側を陶本町と名付けたといわれる。

### 沿革
- 1942年（昭和17年）1月9日 - 瀬戸市大字瀬戸字山脇・一ノ坪の各一部[注釈 2]により、同市陶本町として成立[2]。

## 世帯数と人口
2025年（令和7年）2月1日現在の世帯数と人口は以下の通りである。
| 町丁・丁目  | 世帯数  | 人口  |
| ----------- | ------- | ----- |
| 陶本町1丁目 | 15世帯  | 31人  |
| 陶本町2丁目 | 0世帯   | 0人   |
| 陶本町3丁目 | 50世帯  | 62人  |
| 陶本町4丁目 | 42世帯  | 82人  |
| 陶本町5丁目 | 39世帯  | 69人  |
| 陶本町6丁目 | 13世帯  | 30人  |
| 計          | 159世帯 | 271人 |

### 人口の変遷
国勢調査による人口の推移
| 1995年（平成7年）  | 404人 | [ 13 ] |  |
| 2000年（平成12年） | 330人 | [ 14 ] |  |
| 2005年（平成17年） | 298人 | [ 15 ] |  |
| 2010年（平成22年） | 288人 | [ 16 ] |  |
| 2015年（平成27年） | 274人 | [ 17 ] |  |
| 2020年（令和2年）  | 249人 | [ 18 ] |  |

### 世帯数の変遷
国勢調査による世帯数の推移。
| 1995年（平成7年）  | 205世帯 | [ 13 ] |  |
| 2000年（平成12年） | 157世帯 | [ 14 ] |  |
| 2005年（平成17年） | 155世帯 | [ 15 ] |  |
| 2010年（平成22年） | 147世帯 | [ 16 ] |  |
| 2015年（平成27年） | 148世帯 | [ 17 ] |  |
| 2020年（令和2年）  | 147世帯 | [ 18 ] |  |

## 交通

### 鉄道
名鉄瀬戸線 ： 町の西部を東西に走っている。最寄り駅は尾張瀬戸駅。
- 名鉄瀬戸線（陶本町内）

### バス
名鉄バス「しなの線（瀬戸北線）」
- 【1】【1H】【2】【2H】【3】【4】新瀬戸駅 - 瀬戸駅前 - 古瀬戸 - しなのバスセンター - 上品野 系統 ： 瀬戸駅前バス停③④

名鉄バス「本地ヶ原線」
- 【10】瀬戸駅前 - 古瀬戸 - 赤津 系統 ： 瀬戸駅前バス停③
- 【36】名鉄バスセンター - 引山 - 四軒家 - 本地ヶ原 - 瀬戸駅前 系統 ： 瀬戸駅前バス停②
- 【50】【51】【52】藤が丘 - 愛知医科大学病院 - 本地ヶ原 - 瀬戸駅前 系統 ： 瀬戸駅前バス停②

名鉄バス「東山線」
- 【16】【16H】【17H】新瀬戸駅 - 瀬戸駅前 - 菱野団地（循環） - 瀬戸駅前 - 新瀬戸駅 系統 ： 瀬戸駅前バス停④（新瀬戸駅方面乗り場）[注釈 4]
- 【18】瀬戸駅前 - 菱野団地 - 愛・地球博記念公園駅 系統が走っているが、町内にバス停はない。最寄りのバス停は瀬戸駅前バス停になる[注釈 5]。
- 【43】【44】藤が丘 - 岩作 - 本地口 - 瀬戸駅前 系統 ： 瀬戸駅前バス停②

瀬戸市コミュニティバス「上之山線」
- 瀬戸駅前 - 山口駅 - サンヒル上之山 - 八草駅 系統が走っているが、町内にバス停はない。最寄りのバス停は瀬戸駅前バス停になる[注釈 5]。

- 瀬戸駅前バス停②
- 瀬戸駅前バス停③
- 瀬戸駅前バス停④

### 道路
国道155号 ： 町の西部を東西に通っている。

## 施設
- 瀬戸元町郵便局 ： 窓口は平日のみ、ATMは土曜日も営業[19]。駐車場は4台[19]。
- 世界救世教瀬戸浄霊センター ： 世界救世教いづのめ教団の施設[20]。浄霊を受けたり、子育てや人間関係の悩みなど様々な問題を相談できる場[20]。
- 有限会社 丸錬梅村商店 ： 抹茶の道具を中心とした陶磁器製品を取り扱っている[21]。
- きもの&和雑貨の店 和布堂 ： あらゆる年代の人に幅広い品揃えの商品を展開。着付け教室や着物コーディネートの相談にも応じている[22]。
- 陶本児童遊園 ： 6丁目にある公園。ブランコ・鉄棒・すべり台・シーソー・雲梯がある。

- 瀬戸元町郵便局
- 世界救世教瀬戸浄霊センター
- 有限会社 丸錬梅村商店
- きもの＆和雑貨の店 和布堂
- 陶本児童遊園

## その他

### 日本郵便
- 郵便番号 : 489-0045[6]（集配局：瀬戸郵便局[23]）。